# Rashid Rajímov
Rashid Mamatkúlovich Rajímov (Раши́д Маматку́лович Рахи́мов; Dusambé, RSS de Tayikistán, Unión Soviética -actual Tayikistán-; 18 de marzo de 1965) es un exfutbolista y actual entrenador de fútbol de origen ruso. Jugaba de centrocampista. En la actualidad entrena al FC Rubin Kazán de la Liga Premier de Rusia.

## Trayectoria

### Como jugador
Rajímov pasó gran parte de su carrera en el SKA-Pamir Dusambé, donde estuvo entre 1980 y 1991, disputando las últimas tres temporadas en la Primera División de la Unión Soviética. En 1992 fichó por el Spartak de Moscú, del cual saltaría al Real Valladolid para luego volver a Rusia, primero en el Lokomotiv de Moscú y luego en una segunda etapa en el Spartak moscovita. En 1995 pasó al Austria Viena. Cinco temporadas después fue contratado por el Admira Wacker, para terminar su carrera al año siguiente en el SV Ried.

### Como entrenador
Tras retirarse fue contratado por el Admira Wacker en 2002. A pesar de que el equipo logró salvarse del descenso, Rajímov renunció en el año 2004. 
En 2006 llegó al Amkar Perm de la Liga Premier de Rusia, que también estaba en peligro de perder la categoría. Tras una serie de buenos resultados el Amkar se mantuvo en la categoría y Rajímov firmó un contrato de dos años con el club a comienzos de la temporada 2007.
El 6 de diciembre del mismo año firmó un contrato con el Lokomotiv de Moscú, siendo despedido el 28 de abril de 2009. Posteriormente volvió al Amkar hasta 2011, cuando en septiembre presentó su renuncia. En 2013 firmó con el Terek Grozny, equipo en el que estuvo hasta el 30 de septiembre de 2019, fecha en la que fue cesado.

## Selección nacional
Rajímov jugó cuatro partidos internacionales con la selección de Rusia entre 1994 y 1995. Asimismo, defendió en dos ocasiones a la selección tayika; una en 1992 y la otra en 1996.

## Clubes

### Como jugador
| Club                  | País            | Año       |
| --------------------- | --------------- | --------- |
| SKA-Pamir Dusambé     | Unión Soviética | 1982-1991 |
| Spartak de Moscú      | Rusia           | 1992      |
| Real Valladolid C. F. | España          | 1992-1993 |
| Lokomotiv de Moscú    | Rusia           | 1993-1994 |
| Spartak de Moscú      | Rusia           | 1994      |
| Austria Viena         | Austria         | 1995-2000 |
| Admira Wacker         | Austria         | 2000-2001 |
| SV Ried               | Austria         | 2001-2002 |

### Como entrenador
| Club               | País    | Año       |
| ------------------ | ------- | --------- |
| Admira Wacker      | Austria | 2002-2004 |
| Amkar Perm         | Rusia   | 2006-2007 |
| Lokomotiv de Moscú | Rusia   | 2008-2009 |
| Amkar Perm         | Rusia   | 2009-2011 |
| Terek Grozny       | Rusia   | 2013-2017 |
| Ajmat Grozni       | Rusia   | 2018-2019 |
| FC Ufa             | Rusia   | 2020-21   |
| FC Rubin Kazán     | Rusia   | 2023-Act. |

## Palmarés

### Como jugador

#### Campeonatos nacionales
| Título               | Club             | País            | Año     |
| -------------------- | ---------------- | --------------- | ------- |
| Copa Unión Soviética | Spartak de Moscú | Unión Soviética | 1991-92 |
| Liga Premier         | Spartak de Moscú | Rusia           | 1992    |
| Liga Premier         | Spartak de Moscú | Rusia           | 1994    |

### Como entrenador

#### Campeonatos nacionales
| Título      | Club           | País  | Año     |
| ----------- | -------------- | ----- | ------- |
| 2ª División | FC Rubin Kazán | Rusia | 2022-23 |